# Quarterback titolari dei Dallas Cowboys
Questi quarterback sono partiti come titolari per i Dallas Cowboys della National Football League. Sono inseriti in ordine di data a partire dalla prima partenza come titolari nei Cowboys.

## Quarterback titolari

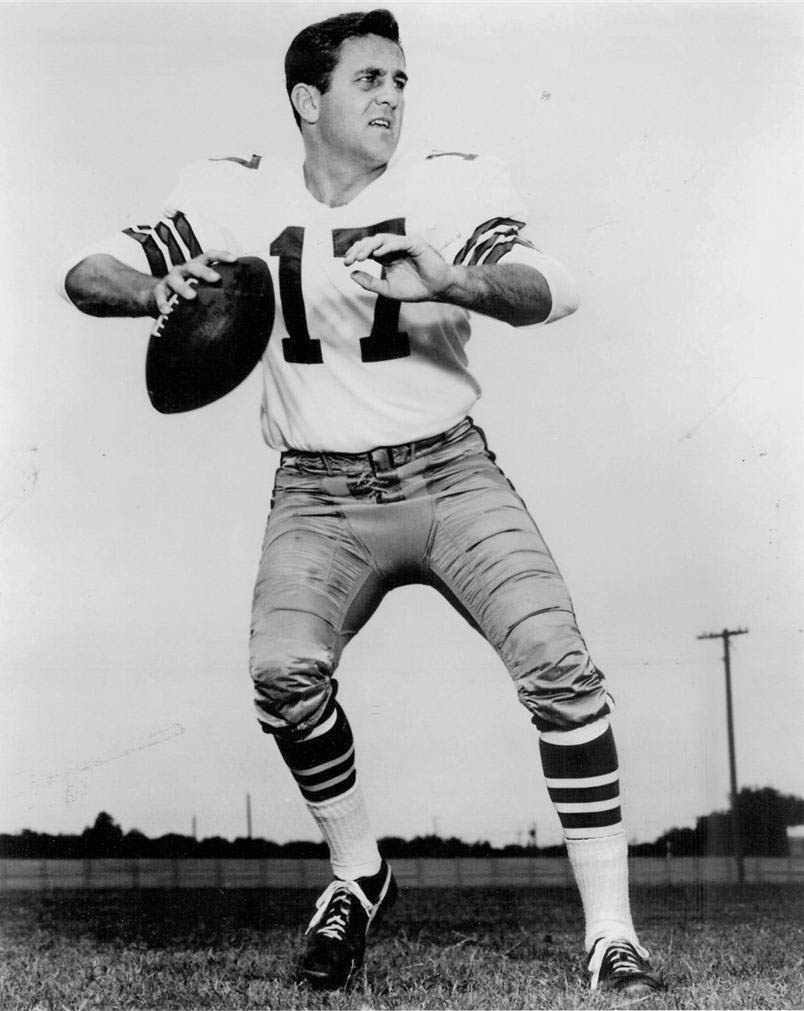
Don Meredith, 1960-1968

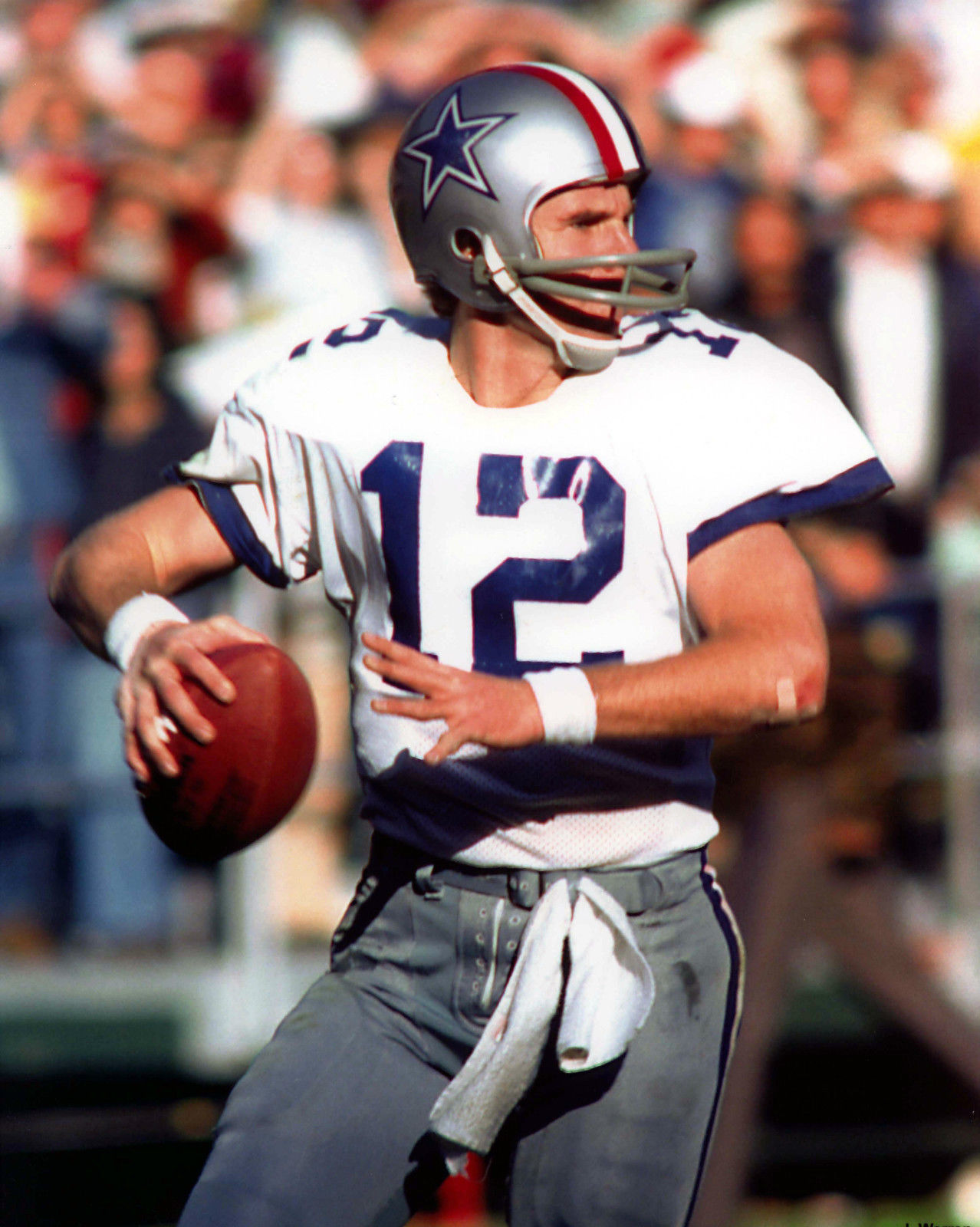
Roger Staubach, 1969-1979

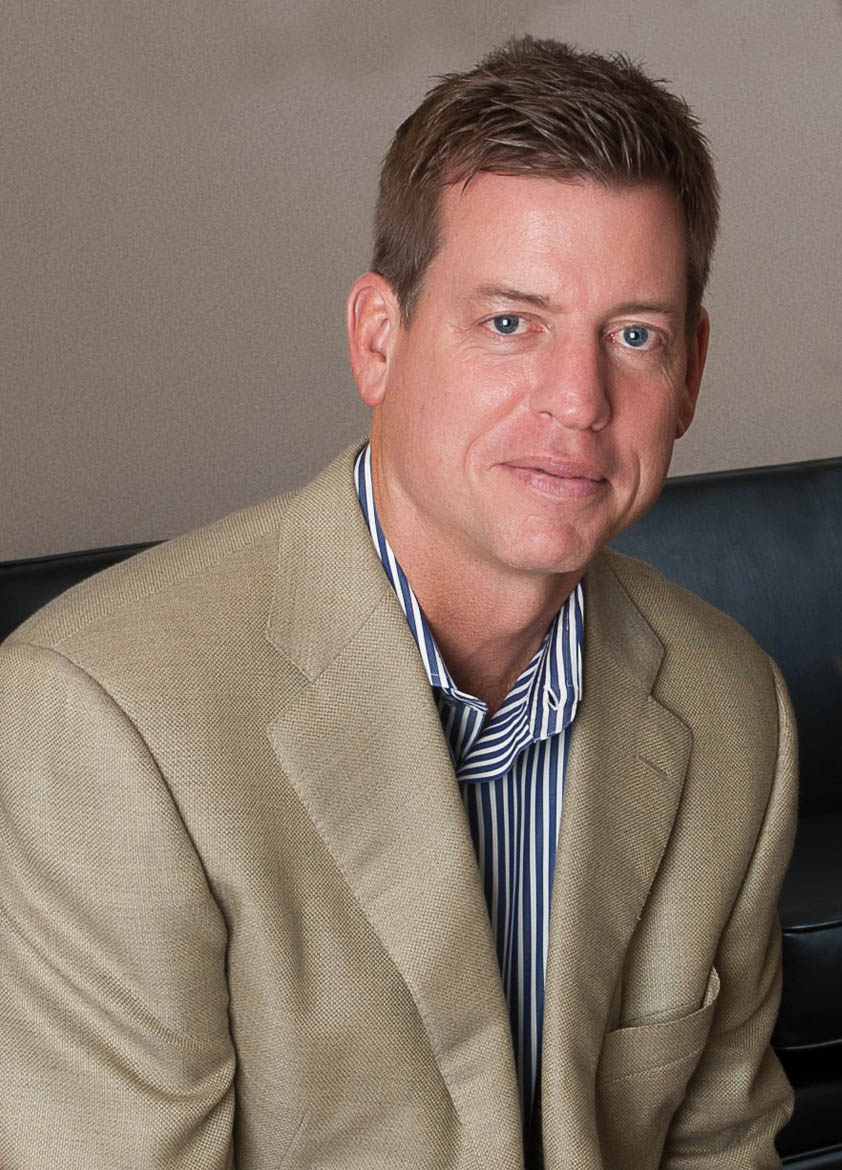
Troy Aikman, 1989-2000

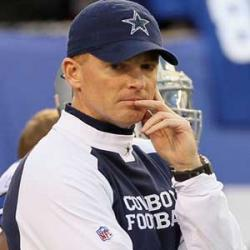
Jason Garrett, 1993-1999

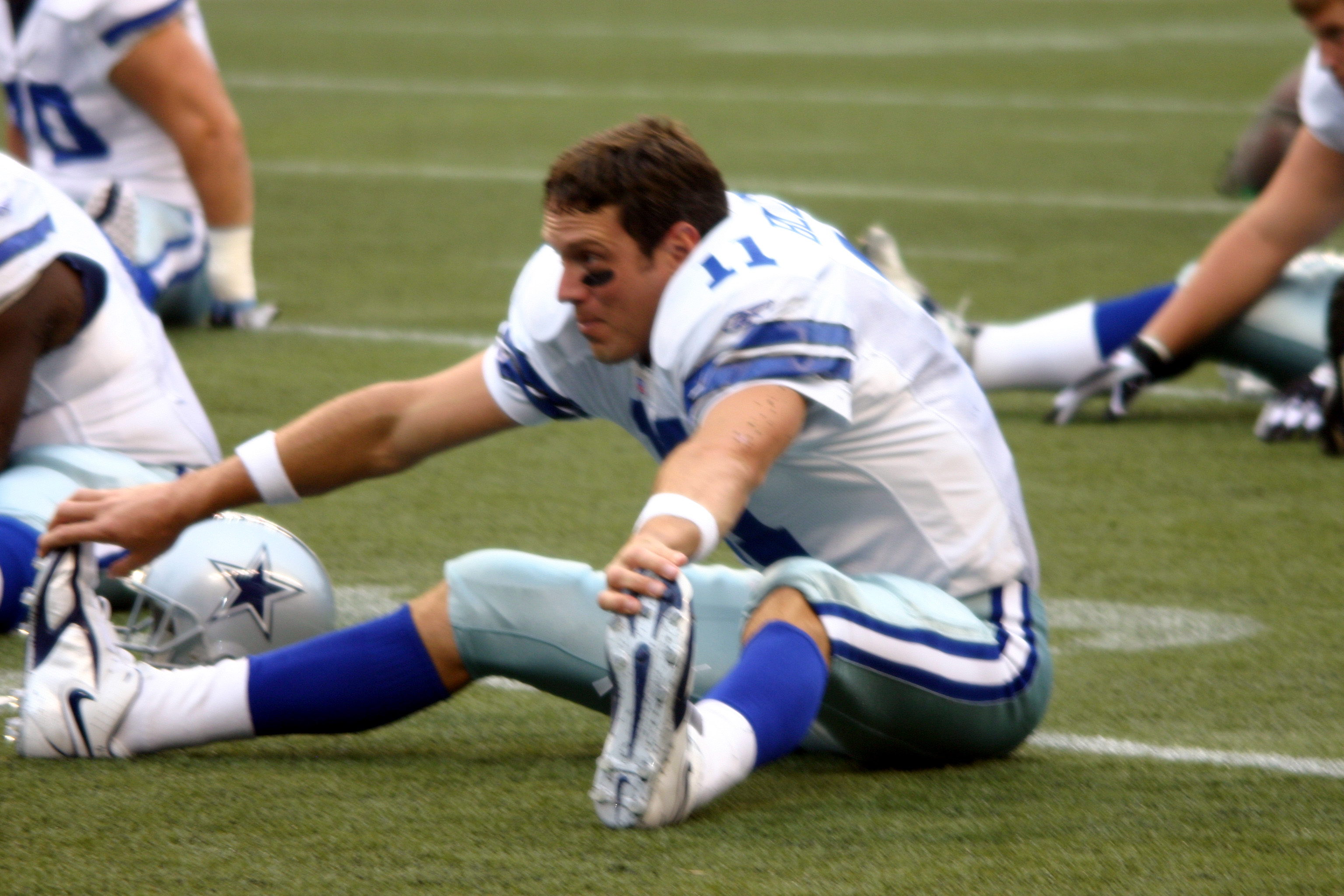
Drew Bledsoe, 2005-2006

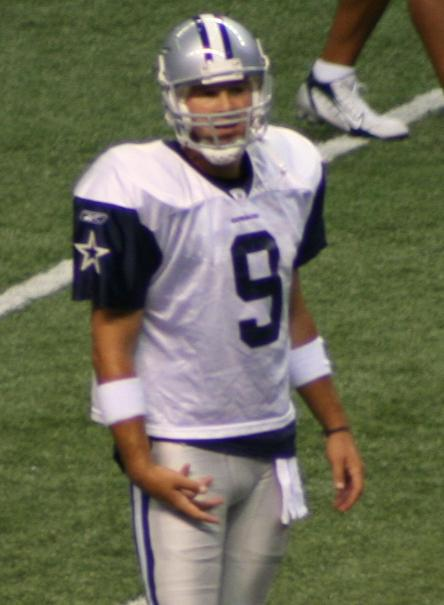
Tony Romo, 2006-2015

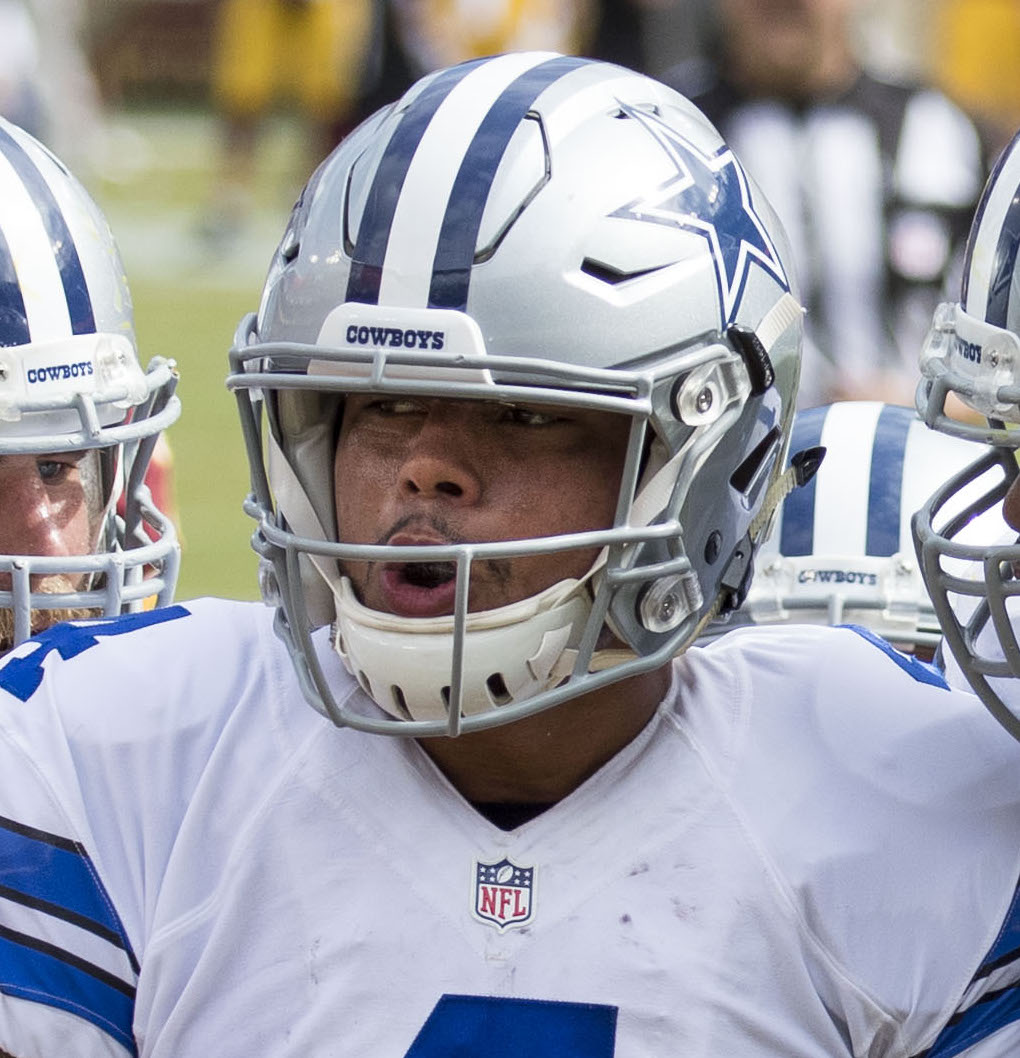
Dak Prescott, 2016-presente

Lista di tutti i quarterback titolari dei Dallas Cowboys. Il numero tra parentesi indica il numero di gare da titolare giocate nella stagione:

### Stagione regolare
| Quarterback titolari dei Dallas Cowboys |                                                                             |
| Stagione                                | Quarterback                                                                 |
| 2021                                    | Dak Prescott (1)                                                            |
| 2020                                    | Andy Dalton (9) / Dak Prescott (5) / Ben DiNucci (1) / Garrett Gilbert (1)  |
| 2019                                    | Dak Prescott (16)                                                           |
| 2018                                    | Dak Prescott (16)                                                           |
| 2017                                    | Dak Prescott (16)                                                           |
| 2016                                    | Dak Prescott (16)                                                           |
| 2015                                    | Matt Cassel (7) / Tony Romo (4) / Brandon Weeden (3) / Kellen Moore (3)     |
| 2014                                    | Tony Romo (15) / Brandon Weeden (1)                                         |
| 2013                                    | Tony Romo (15) / Kyle Orton (1)                                             |
| 2012                                    | Tony Romo (16)                                                              |
| 2011                                    | Tony Romo (16)                                                              |
| 2010                                    | Jon Kitna (9) / Tony Romo (6) / Stephen McGee (1)                           |
| 2009                                    | Tony Romo (16)                                                              |
| 2008                                    | Tony Romo (13) / Brad Johnson (3)                                           |
| 2007                                    | Tony Romo (16)                                                              |
| 2006                                    | Tony Romo (10) / Drew Bledsoe (6)                                           |
| 2005                                    | Drew Bledsoe (16)                                                           |
| 2004                                    | Vinny Testaverde (15) / Drew Henson (1)                                     |
| 2003                                    | Quincy Carter (16)                                                          |
| 2002                                    | Chad Hutchinson (9) / Quincy Carter (7)                                     |
| 2001                                    | Quincy Carter (8) / Anthony Wright (3) / Ryan Leaf (3) / Clint Stoerner (2) |
| 2000                                    | Troy Aikman (11) / Randall Cunningham (3) / Anthony Wright (2)              |
| 1999                                    | Troy Aikman (14) / Jason Garrett (2)                                        |
| 1998                                    | Troy Aikman (11) / Jason Garrett (5)                                        |
| 1997                                    | Troy Aikman (16)                                                            |
| 1996                                    | Troy Aikman (15) / Wade Wilson (1)                                          |
| 1995                                    | Troy Aikman (16)                                                            |
| 1994                                    | Troy Aikman (14) / Rodney Peete (1) / Jason Garrett (1)                     |
| 1993                                    | Troy Aikman (14) / Bernie Kosar (1) / Jason Garrett (1)                     |
| 1992                                    | Troy Aikman (16)                                                            |
| 1991                                    | Troy Aikman (12) / Steve Beuerlein (4)                                      |
| 1990                                    | Troy Aikman (15) / Babe Laufenberg (1)                                      |
| 1989                                    | Troy Aikman (11) / Steve Walsh (5)                                          |
| 1988                                    | Steve Pelluer (14) / Kevin Sweeney (2)                                      |
| 1987                                    | Danny White (9) / Steve Pelluer (4) / Kevin Sweeney (2)                     |
| 1986                                    | Steve Pelluer (9) / Danny White (6) / Reggie Collier (1)                    |
| 1985                                    | Danny White (14) / Gary Hogeboom (2)                                        |
| 1984                                    | Gary Hogeboom (10) / Danny White (6)                                        |
| 1983                                    | Danny White (16)                                                            |
| 1982                                    | Danny White (9)                                                             |
| 1981                                    | Danny White (15) / Glenn Carano (1)                                         |
| 1980                                    | Danny White (16)                                                            |
| 1979                                    | Roger Staubach (16)                                                         |
| 1978                                    | Roger Staubach (14)                                                         |
| 1977                                    | Roger Staubach (15) / Danny White (1)                                       |
| 1976                                    | Roger Staubach (14)                                                         |
| 1975                                    | Roger Staubach (13) / Clint Longley (1)                                     |
| 1974                                    | Roger Staubach (14)                                                         |
| 1973                                    | Roger Staubach (14)                                                         |
| 1972                                    | Craig Morton (14)                                                           |
| 1971                                    | Roger Staubach (10) / Craig Morton (4)                                      |
| 1970                                    | Craig Morton (11) / Roger Staubach (3)                                      |
| 1969                                    | Craig Morton (13) / Roger Staubach (1)                                      |
| 1968                                    | Don Meredith (13) / Craig Morton (1)                                        |
| 1967                                    | Don Meredith (11) / Craig Morton (3)                                        |
| 1966                                    | Don Meredith (13) / Jerry Rhome (1)                                         |
| 1965                                    | Don Meredith (11) / Jerry Rhome (2) / Craig Morton (1)                      |
| 1964                                    | Don Meredith (10) / John Roach (4)                                          |
| 1963                                    | Don Meredith (13) / Eddie LeBaron (1)                                       |
| 1962                                    | Don Meredith (9) / Eddie LeBaron (5)                                        |
| 1961                                    | Eddie LeBaron (10) / Don Meredith (4)                                       |
| 1960                                    | Eddie LeBaron (10) / Don Meredith (1) / Don Heinrich (1)                    |